# Paul Kruger
Stephanus Johannes Paulus Kruger (ur. 10 października 1825 w Cradock lub w Colesbergu, w Kolonii Przylądkowej (obecnie RPA), zm. 14 lipca 1904 w Clarens w Szwajcarii) – południowoafrykański polityk bursko-niemieckiego pochodzenia, lider oporu Burów przeciw Brytyjczykom i prezydent Republiki Południowoafrykańskiej.

## Życiorys
Urodził się i wychował w rodzinie wywodzących się z Holandii i Niemiec Burów na farmie dziadków na wschodzie brytyjskiej Kolonii Przylądkowej (ang. Cape Colony) w Afryce południowej. Gdy miał 9 lat, w 1834 jego ojciec wraz z całą rodziną ruszyli w rejon dzisiejszych prowincji Natal, Oranje i Transwal w Południowej Afryce. Wielu uczestników tej tzw. „Wielkiej Wędrówki” (ang. Great trek) sprzeciwiało się postępującej anglicyzacji burskiej kolonii oraz planom zniesienia w niej niewolnictwa (w utworzonych przez nich trzech nowych republikach niewolnictwo także zostało co prawda wkrótce zniesione, ale utrzymano w nich surowe zasady segregacji rasowej).
W 1841 Paul Kruger osiadł na własnej farmie we Wschodnim Transwalu i, początkowo jako lokalny urzędnik, wykazywał zdolności przywódcze, niejednokrotnie występował jako siła łagodząca konflikty między lokalnymi przywódcami politycznymi. Z czasem został członkiem Parlamentu i Generalnym Komendantem Republiki Południowoafrykańskiej, a w 1874 – wiceprezydentem Transwalu. Po aneksji republiki przez Brytyjczyków Kruger został jednym z przywódców burskiego ruchu oporu, dwukrotnie odwiedzając w tym czasie Wielką Brytanię i inne kraje Europy (zasłynął m.in. z tego, że w Paryżu odważył się polecieć balonem).
Jako negocjator z Brytyjczykami, odegrał istotną rolę podczas I wojny burskiej, przyczyniając się do zwycięstwa Burów i utrzymania dużej niezależności Transwalu (jako brytyjskiego protektoratu). W 1880 został wybrany prezydentem Transwalu, zabiegając nadal w kraju i zagranicą o interesy białych mieszkańców młodej republiki. Jednak odkrycie złota w Transwalu w roku 1886 spowodowało znaczny napływ nowych imigrantów, głównie z Anglii, daleko idące zmiany społeczno-polityczne i ponowne nasilenie konfliktów z brytyjskimi sąsiadami z południa. Gdy w 1896 siły Transwalu pokonały oddziały brytyjskie wspierające siły Kompanii Południowoafrykańskiej cesarz Wilhelm II Hohenzollern wysłał Krugerowi depeszę gratulując przywódcy Burów zwycięstwa w bitwie z Anglikami, co wywołało międzynarodowy skandal dyplomatyczny.
W 1899 wybuchła II wojna burska, a Kruger – wybrany rok wcześniej prezydentem Transwalu po raz czwarty i ostatni – zmuszony został przez wojska brytyjskie do opuszczenia Pretorii, a następnie do udania się statkiem na emigrację do Europy. Transwal utracił niepodległość.
Dwukrotnie żonaty, Kruger doczekał się w sumie siedmiu córek i dziesięciu synów (jego długoletnia druga żona zmarła w Afryce w 1901). Zmarł samotnie w Szwajcarii latem 1904, a kilka miesięcy później jego ciało przewieziono do Pretorii i tam pochowano.
W jego dawnej rezydencji w Pretorii znajduje się obecnie muzeum. W pobliżu stoi pomnik Paula Krugera, a jego nazwiskiem nazwano jeden z parków narodowych w RPA (Park Narodowy Krugera) oraz monetę (krugerrand).